# Christophe Saioni
Christophe Saioni (Nizza, 1º febbraio 1969) è un allenatore di sci alpino ed ex sciatore alpino francese specialista dello slalom gigante.

## Biografia

### Carriera sciistica

#### Stagioni 1995-1996
Saioni esordì in Coppa del Mondo il 3 dicembre 1994 a Tignes in slalom gigante, senza completare la gara; nella stessa stagione ottenne i primi risultati di rilievo in Coppa Europa, conquistando due successi (tra cui quello del 9 gennaio a Serre Chevalier, suo primo podio) e un secondo posto nella medesima specialità.
Nell'annata successiva si impose all'attenzione come uno dei gigantisti emergenti, chiudendo fra i primi dieci sette giganti di Coppa del Mondo su nove e salendo sul podio (l'unico in carriera) il 9 marzo 1996 a Kvitfjell alle spalle dello svizzero Urs Kälin e del norvegese Tom Stiansen. I risultati conseguiti gli valsero l'8º posto nella classifica finale di specialità e il 27º in quella generale. Partecipò anche ai Mondiali della Sierra Nevada, sua prima presenza iridata, ma non concluse la prova di slalom gigante.

#### Stagioni 1997-2009
Nelle stagioni successive il rendimento a livello internazionale di Saioni calò verticalmente, non riuscendo più a proporsi ai massimi livelli. Ai Mondiali di Sestriere 1997 non terminò nuovamente la prova di slalom gigante, mentre l'anno dopo ai XVIII Giochi olimpici invernali di Nagano 1998, sua prima presenza olimpica fu 13º nella stessa specialità. Sempre in slalom gigante fu 13º anche ai Mondiali di Vail/Beaver Creek 1999; chiuse per l'ultima volta una gara fra i primi dieci in Coppa del Mondo (9º) nello slalom gigante di Beaver Creek del 24 novembre 1999.
A Sankt Anton 2001, sua ultima presenza iridata, non gareggiò nello slalom gigante ma nelle prove veloci: fu 18º nella discesa libera e 12º nel supergigante. Ai XIX Giochi olimpici invernali di Salt Lake City 2002, suo congedo olimpico, disputò solamente la prova di supergigante, chiudendola al 20º posto. Restò nel circuito mondiale fino al 2003, disputando la sua ultima gara in Coppa del Mondo il 23 febbraio a Garmisch-Partenkirchen (un supergigante dove fu 39º), quindi proseguì l'attività agonistica fino al 2009 disputando gare FIS e nazionali; la sua ultima gara fu lo slalom gigante FIS disputato a Limone Piemonte il 14 aprile, chiuso da Saioni al 10º posto.

### Carriera da allenatore
Dopo il ritiro è divenuto allenatore nei quadri della nazionale francese. È stato sposato con Christel Pascal, anche lei sciatrice francese di alto livello, e nel 2020 si è risposato con la sciatrice slovena Maruša Ferk.

## Palmarès

### Coppa del Mondo
- Miglior piazzamento in classifica generale: 27º nel 1997
- 1 podio (in slalom gigante):
  - 1 terzo posto

### Coppa Europa
- 6 podi:
  - 2 vittorie (in slalom gigante)
  - 4 secondi posti (2 in supergigante, 2 in slalom gigante)

#### Coppa Europa - vittorie
| Data            | Località        | Paese    | Specialità |
| --------------- | --------------- | -------- | ---------- |
| 9 gennaio 1995  | Serre Chevalier | Francia  | GS         |
| 28 gennaio 1995 | Bischofswiesen  | Germania | GS         |

Legenda:

GS = slalom gigante

### South American Cup
- 2 podi:
  - 2 vittorie

#### South American Cup - vittorie
| Data           | Località    | Paese | Specialità |
| -------------- | ----------- | ----- | ---------- |
| 24 agosto 2001 | La Parva    | Cile  | SG         |
| 25 agosto 2001 | El Colorado | Cile  | SG         |

Legenda:

SG = supergigante

### Campionati francesi
- 7 medaglie[3]:
  - 4 ori (supergigante nel 1991[senza fonte]; slalom gigante nel 1996; discesa libera, supergigante nel 1999)
  - 2 argenti (supergigante nel 2000; supergigante nel 2002)
  - 1 bronzo (slalom gigante nel 1997)